# قلعة كاسيوبي

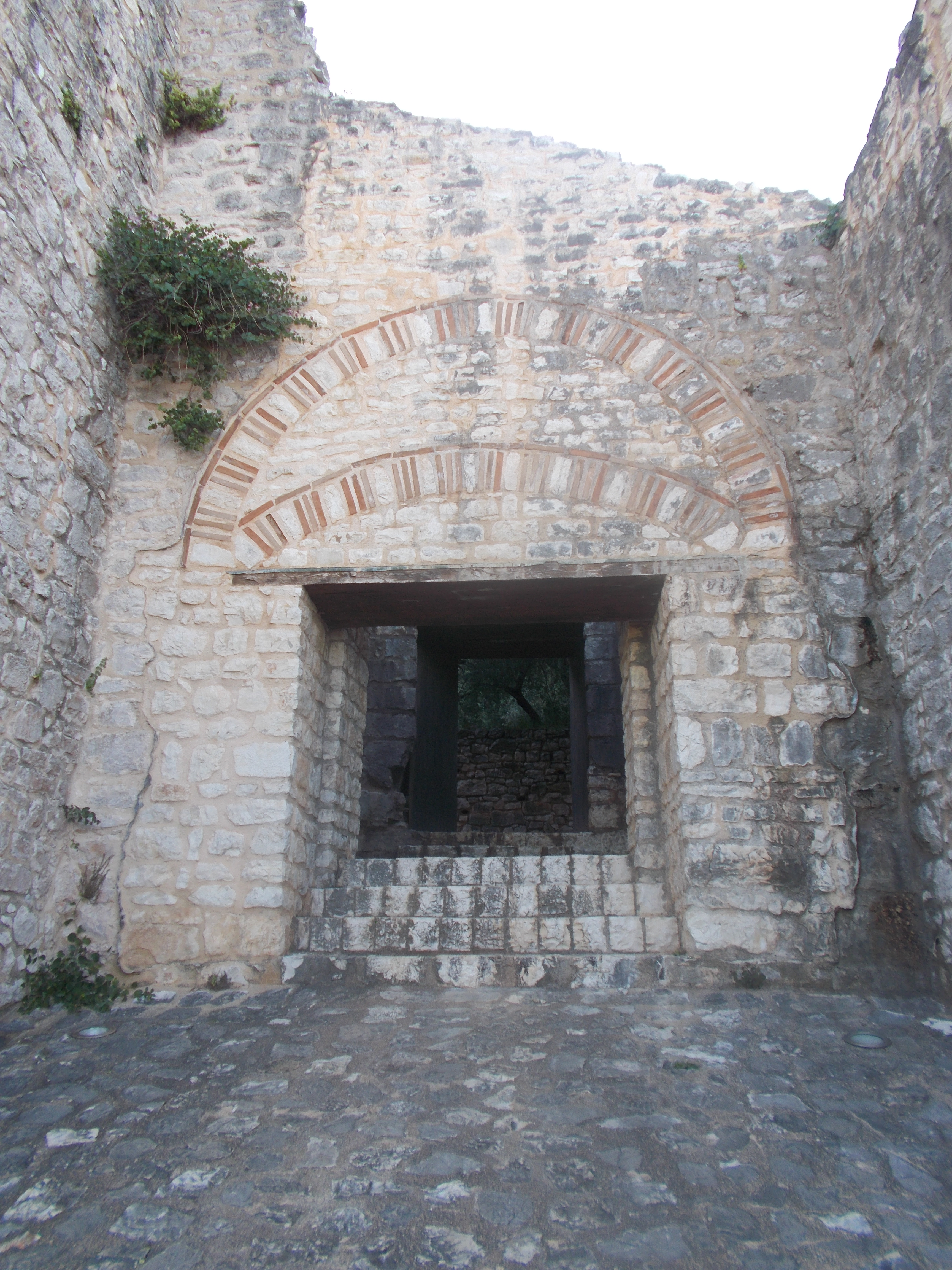
البوابة الرئيسية لقلعة كاسيوبي

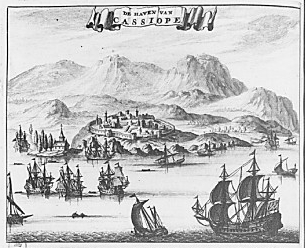
منظر عام للقلعة عام 1688

قلعة كاسيوبي (باليونانية: Κάστρο Κασσιώπης) هي قلعة على الساحل الشمالي الشرقي من كورفو تطلّ على قرية الصيد كاسيوبي. كانت واحدة من قلاع الفترة البيزنطية الثلاث التي دافعت عن الجزيرة قبل عهد البنادقة (1386-1797). شكلت القلاع مثلثًا دفاعيًا، إذ تولّت قلعة جارديكي الدفاع عن جنوبي الجزيرة، وقلعة كاسيوبي عن الشمال الشرقي وقلعة أنجيلوكاسترو عن الشمال الغربي.
منح موقع القلعة على الساحل الشمالي الشرقي من كورفو والمطل على قناة كورفو التي تفصل الجزيرة عن البر نقطة أفضلية كبيرة وأهمية إستراتيجية متعاظمة.
تُعَد كاسيوبي واحدة من أكثر البقايا المعمارية هيبًة في الجزر الأيونية، إلى جانب قلعتي أنجيلوكاسترو وجارديكي والحصنين البندقيين لمدينة كورفو، الحصن الجديد والحصن القديم.

## الأصول
الأصول الدقيقة للقلعة ليست واضحة، إذا طُرِحت عدة نظريات، غير أن أصولها تبدو بيزنطية. خلال التنقيبات في البرجين المتاخمين للبوابة الرئيسية وكذلك في برج ثالث إلى الجانب الشمالي للبوابة الرئيسية، اكتُشِفت عملات من البرونز من أقاليم الإمبراطورين البيزنطيين موريس (582-602 ميلادي) وباسيل الثاني (976- 1025).
بالإضافة إلى اكتشاف قطع أثرية من السيراميك يعود تاريخها إلى الفترة البيزنطية الباكرة، بين القرنين الرابع والسابع ميلادي. يُفضي هذا إلى استنتاج أنه من الممكن أن قلعة بيزنطية قد بُنيت في المنطقة في القرن السادس الميلادي، تاريخ يسبق بعدة قرون التاريخ المقدَّر حاليًا لبناء القلعة.

## التاريخ
في عام 1081م احتل الكونت بوهيموند الأول القلعة عند بداية الغزو النورماني الأول لليونان.
في عام 1084م سقطت القلعة بين يدي الإمبراطور أليكسيوس الأول كومنينوس بعد هزيمته للأسطول النورماني بعد ثلاث معارك بحرية في قناة كورفو. في عام 1267م سيطر آل آنجو كابيتيون على القلعة وفي عام 1386م سقطت القلعة بيد البنادقة بعد مقاومة مبدئية.

### الدمار والإهمال من قبل البنادقة
أمر البنادقة بتدمير القلعة لأن المدافعين عنها قاوموا استيلاءهم على كورفو عام 1386م ولم يستسلموا تلقائيًا. فكك البنادقة القلعة في وقت لاحق، خوفًا من استيلاء أعدائهم عليها أو استخدامها من قبل السكان المحليين ضدهم. وحتى في أوقات لاحقة لم يحاولوا إصلاحها أو الحفاظ عليها، عكس جهودهم في تقوية قلعة انجلوكاسترو وقلعة كورفو القديمة. عاقبة الفعل البندقي هذا كانت أنه خلال الحصار التركي لكورفو عام 1537 و1716 قُتِل أو أُسِر السكان المحليون الذين لم يتمكنوا من الفرار.
هناك أيضًا دليل يقدمه المعماريان الشهيران من جمهورية البندقية ميشيل ساينميكيلي وابنه جيانجيرولامو أنه في حين كانا متفقين مع البنادقة على تحصين قلعة كورفو القديمة خلال فترة الحصار العثماني بين عامي 1537 و1558، حَمَلوا موادًا من قلعة كاسيوبي إلى القلعة القديمة لإصلاحها.
بعد تنازل البنادقة عن كانديا وكريت لمصلحة العثمانيين، باتت كورفو معقل البندقية الأخير الذي بحوزتهم في الشرق. نتيجة لذلك، ضاعف البنادقة من جهودهم مرة أخرى في تعزيز دفاعات الجزيرة. في عام 1671 أُرسل موظف بندقيّ يحمل اسم دونا لتقييم دفاعات كورفو وتقديم خطة لمجلس الشيوخ البندقي. ذهب دونا إلى الموقع الأصلي في كاسيوبي ليقيّم القلعة وإمكانياتها الدفاعية عن كورفو ضد العثمانيين الذين كانوا يخططون لغزو الجزيرة من إيبيروس. رافق دونا قائدٌ بندقيّ خاص لقوات البحر الأدرياتي، ودوق البندقية المستقبلي موسينيو. بناء على نصيحة إضافية من الجنرال أندريا والمهندس العسكري فيرنيدا، أيّد تقرير دونا إلى الملك البندقي تعزيز قلعة كاسيوبي. وعلى الرغم من نصيحة دونا تخلّى البنادقة عن جميع خطط الدفاع عن كاسيوبي.
بعد قرن على تدمير القلعة، انتشرت قصص شعبية عن تنانين تطلق النيران دمّرت القلعة وسمّمت أهل القرية. يُنسب منشأ هذه الأساطير إلى الانطباع بأنه قد تم استخدام بارود وتفجيرات على سكان المنطقة الذين كانوا دون اطلاع على هذه التطورات في الحرب العسكرية.
بعد الحصار الكبير الثاني لكورفو في 1716م، قرر البنادقة في النهاية إعادة بناء القلعة، على الرغم من أن السكان المحليين كانوا قد انتقلوا مسبقًا إلى أماكن أخرى تشمل قرى مرتفعات جبال بانتوكراتور.